# Strumpfwarenfabrik CWS
Die Strumpfwarenfabrik C. W. Schletter (CWS) in Thalheim/Erzgeb. war ein 1877 gegründetes Unternehmen der deutschen Textilindustrie mit bis zu 1400 Mitarbeitern, das nach dem Zweiten Weltkrieg enteignet und in Volkseigentum überführt wurde. Der Thalheimer Nachfolgebetrieb wurde 1990 stillgelegt und liquidiert.

## Geschichte

### Von 1877 bis 1945
Carl Wilhelm Schletter (* 1. März 1831 in Thalheim) gehörte zu einer der ältesten Strumpfwirker-Familien in Deutschland. 1877 gründete er seine Strumpfwirkerei in der Nähe des Thalheimer Bahnhofs. 1879 kaufte er ein benachbartes Grundstück auf und errichtet auf diesen eine Strumpffabrik mit Wohnhaus. Die Fabrik wuchs schnell, daher wurde 1906/1907 im Nachbarort Dorfchemnitz eine weitere Fabrik gebaut. Im selben Jahr kam in Chemnitz eine Fabrik für Appretur und Versand hinzu. Schletters Sohn Gustav erwarb 1907 in Dorfchemnitz die spätere „Schletter-Villa“, einen Prestigebau der Unternehmerfamilie. Am 26. Mai 1907 starb der Unternehmensgründer, sein Sohn und die Enkel Max und Albert führten das Unternehmen weiter. Max Schletter übernahm die Leitung des Werks in Thalheim, sein Bruder Albert die des Werks in Dorfchemnitz.
1924 wurden Grundstück und Gebäude der Eisenhammer AG in Thalheim erworben und dort die Produktion von Strumpfwaren aufgenommen. In den Schletter-Fabriken arbeiteten insgesamt zeitweise 1400 Arbeiter, 500 davon im Werk Dorfchemnitz. 1931 wurde in Wien die Floridsdorfer Strumpffabrik GmbH als Tochtergesellschaft des Thalheimer Unternehmens gegründet. 1934 übergab Gustav Schletter die Leitung vollständig an seine Söhne, die das Unternehmen 1935 in eine Kommanditgesellschaft umwandelten. Durch einen Exportanteil von 80 % wurde das Unternehmen zu einem der bedeutendsten Feinstrumpfwerke im Deutschen Reich. Im Zweiten Weltkrieg wurde die Carl-Gustav-Schletter-Stiftung gegründet, um die soziale Fürsorge aufrechtzuerhalten. Das Werk der Wiener Tochtergesellschaft wurde durch Bombenangriffe zerstört und das Schletter-Werk in Chemnitz brannte nieder.

### Nach dem Zweiten Weltkrieg
Nach Kriegsende wurden ca. 50 % des Maschinenparks demontiert und in die Sowjetunion verbracht; die Familie Schletter wurde 1948 enteignet. Die Produktion lief wieder an, wenn auch nur sehr langsam, und die Familienmitglieder arbeiteten nun nur noch als Angestellte ihres alten Unternehmens. Albert Schletter starb mit 90 Jahren im Jahr 1972, er wurde neben seinem Bruder im Familiengrab in Thalheim beigesetzt. Die Fabrikanlagen wurden in den VEB Strumpfwerke Thalheim 3 Tannen und später in den VEB ESDA Thalheim überführt.
Nach der Wiedervereinigung wurde die Produktion in den Werken in Thalheim eingestellt. Über das Bundesamt für zentrale Dienste und offene Vermögensfragen wurde das Werk Dorfchemnitz für den symbolischen Kaufpreis von 1 DM an die Falke Strumpffabrik GmbH verkauft, ohne die Familie Schletter zu berücksichtigen, die noch heute für die Rückgabe ihres Unternehmens kämpft.